# Дарзіні
Дарзінi (латис. Dārziņi) — мікрорайон у Латгальському передмісті Риги. Дарзінi розташований на південно-східній периферії Риги, між Огрською залізницею та річкою Даугава. З усіх районів міста Риги він межує лише з Румбулою, у північно-східній частині межує з Стопінською волостю Ропазького краю, а в південно-східній, південній і південно-західній частинах — з Саласпільським краєм. 
Загальна площа району становить 4,348 км², що приблизно на 1/5 менше, ніж середня площа району в Ризі. Периметр межі району становить 10 827 метрів. Визначені межі району відносно легко ідентифікувати на місцевості, оскільки вони в основному проходять вздовж вулиці Маскавас та північно-західної частини дамби Ризької ГЕС. Сади є специфічним районом Риги, оскільки середовище району не є багатофункціональним (переважно приватні будинки та присадибні ділянки), і він розташований на виразній периферії міста Риги. У перспективі у Дарзінi є великі можливості для розвитку ідентичності району, перетворення його на якісний житловий простір у місті Рига, включаючи диверсифікацію використання землі та будівель, і, таким чином, посилення незалежності району. Беручи до уваги конфігурацію та вуличну мережу району, потенційний місцевий центр було б найраціональніше розвивати в районі вулиці Тайснас поблизу перехресть з вулицями Сакню та Яногу.